# 龍飛雲
龍 飛雲（りゅう ひうん、昭和30年（1955年）4月2日 - 平成19年（2007年）2月14日、本名  藤田徳明）は栃木県出身の武道家。精龍會中國拳法道場の老師。
氣功・蛇拳・秘宗拳・酔八仙拳・楊式太極拳・武具など多彩な分野で講師を務めた。モットーは「実戦で使えない拳法は意味がない」。
また、執筆活動、テレビ・雑誌の出演、拳法教材ビデオ・DVDの発売など、幅広い活動を行っていた｡
2007年2月14日、腎臓病の悪化により51歳で死去。

## 経歴
- 1979年 日本大学芸術学部を卒業
- 同年　精龍會中国拳法道場を設立
- 1983年 中華民国台湾省国立師範大学国語中心にて学ぶ
- 東京理科大学理工学部正課体育中国武術の特別講師
- 浦和美術学園の体育講師
- 大田原市市民学校の太極拳講師
- 大田原市勤労青年ホームの中国拳法講師
- 矢板市の気功講師
- 中華民国台北市国術會秘宗内功委員会顧問
- 元栃木県公安委員会　青少年指導員

## 人物
- 実際に当てて行なう試合（闘龍比賽）を長期間開催し、各種格闘技の選手が参加した。
- 実戦を想定した練習方法として、人が歩いている街中を模した場所や暗闇の中を想定した目隠しでの組手を最初に考案した。

## 主なTV出演
- NHK大河ドラマ「信長 KING OF ZIPANGU」ヤジロウ役
- TBS系「TOKIO HEADZ!」
- テレビ朝日系「リングの魂」
- ギルガメッシュないと
他多数。

vシネマ
爆走トラッカー軍団５ 激闘！香港マフィアVS女トラッカー